# Holligen
Holligen (auch: Hollige) ist ein statistischer Bezirk und zugleich ein kleineres zugehöriges gebräuchliches Quartier im Stadtteil Mattenhof-Weissenbühl (III) im Süden von Bern. Neben Holligen gehören zum statistischen Bezirk noch Weyermannshaus, Inselspital, Ausserholligen und der Könizbergwald.
Im Jahr 2022 wurden für den statistischen Bezirk 7946 Einwohner, davon 5510 Schweizer und 2436 Ausländer, angegeben. Im gebräuchlichen Quartier lebten 3417 Einwohner, davon 2555 Schweizer und 862 Ausländer.

## Blasonierung
In Silber, ein Golden beaugter und Rot gezungter aufrechter Frosch in natürlichen Farben, gekleidet in einem acht Mal von Silber über Rot geteilten einteiligen Badeanzug.

## Geschichte
1257 wurde das Gebiet um Holligen das erste Mal als Hollant erwähnt. Der Name stamme von einem Gut Holland oder Hollanden mit Weiher (zugeschüttet 1690) und Mühle. Es gehörte dem Deutschordenshaus Köniz.
Berchtold Buweli liess von 1312 bis 1333 den Vorgänger des Schlosses Holligen (wahrscheinlich eine Burg) erbauen. Der älteste Teil der heutigen Anlage ist der um 1500 im Auftrag des bernischen Schultheissen Wilhelm von Diesbach erbaute Donjon.
Das Wohngebiet im gebräuchlichen Quartier besteht im Westen links und rechts der Schlosstrasse bis zur Huberstrasse aus Reihenhäusern, die relativ symmetrisch in Nord-Süd-Richtung ausgerichtet sind. Rechts der Huberstrasse befindet sich der Schlosspark mit Kleingartenanlagen. Im Norden wurden diese in das Neubaugebiet Huebergass umgestaltet, wo 100 neue Wohnungen entstehen.

## Sport
Auf dem Steigerhubelfussballplatz ist der SC Holligen 94 beheimatet. Der Verein wurde aus den beiden Clubs SC Post Bern und FC TT Bern am 23. Juni 1994 neu als SC Holligen 94 gegründet. Die erste Mannschaft spielt zurzeit in der 4. Liga, das Frauenteam in der 3. Liga. Der Club gewann 2012 den Integrationspreis der Stadt Bern, für seine vorbildliche Integrationsarbeit. Im Verein spielen Kinder, Jugendliche und Erwachsene aus 30 Ländern.

## Verkehrsanbindung
Das Quartier ist verkehrstechnisch sehr gut erschlossen. Die BLS und die Schweizerischen Bundesbahnen verbinden den Bahnhof Bern Europaplatz (bis 2014: Bern Ausserholligen SBB und Bern Ausserholligen GBS) direkt mit Bern Hauptbahnhof, Thun, Biel, Schwarzenburg, Belp, Fribourg, Laupen und Langnau im Emmental. Holligen ist durch die Linie 7 und 8 der Strassenbahn Bern direkt mit dem Bahnhof Bern und dem Ostring sowie Brünnen und Bümpliz verbunden. 
Dazu verbindet die Buslinie 31 der Bernmobil den Europaplatz mit Niederwangen und der Brunnadernstrasse. Im Norden besteht Anschluss mit der Buslinie 12 von Bernmobil nach dem Bahnhof und Zentrum Paul Klee. Sie wurde 2023 eingerichtet und um eine Station verlängert, die frühere Buslinie 11 verkehrte nur bis zum Inselspital.   
Durch Holligen verläuft westlich die A12 mit der Ausfahrt Bern-Bümpliz/Köniz. Nördlich ist das Quartier durch den Autobahnanschluss Forsthaus an die A1 angeschlossen.